# Hamilton-kopó
A hamilton-kopó (Hamiltonstövare) egy svéd kutyafajta.

## Történet
Kialakulása az 1800-as évekre tehető. Nevét tenyésztőjétől A. P. Hamiltontól, a svéd Kennel Klub alapítójáról kapta, aki az angol rókakopót és a nyulászkopót német kutyafajtákkal - a már kihalt Holstein kopóval valamint hannoveri vérebbel - keresztezte. Először 1968- ban Nagy-Britanniában mutatták be svéd rókakopó néven. 

## Külleme
Marmagassága 51-61 centiméter, tömege 23-27 kilogramm. Jó felépítésű, nagyszerű állóképességű kutya. A talajviszonyoktól és az időjárástól függetlenül, céltudatosan, kitartóan követi a vad nyomát. Őshazájában mély hóban is vadásznak vele. Ha kikerült gazdája látóteréből, szaggatott ugatással, csaholással jelez. 

## Jelleme
Természete mozgékony és bátor.  